# Rubel (znak)
Znak rubla, ₽ (w Unicode jako: U+20BD ₽ RUBLE SIGN) – symbol używany do oznaczenia rubla rosyjskiego, oficjalnej waluty Rosji. Ma kształt cyrylicznej litery Р z dodatkową poziomą kreską. Projekt zatwierdzono 11 grudnia 2013 r. po ogólnorosyjskiej ankiecie internetowej przeprowadzonej miesiąc wcześniej.
W pisowni rosyjskiej znak prawie zawsze następuje po liczbie (wartości pieniężnej), przy czym często występuje przed nim spacja. W pisowni angielskiej zwykle poprzedza liczbę.

## Historia
W XVIII i XIX wieku istniał symbol rubla rosyjskiego składający się z małych liter cyrylicy – obróconego р na у. W XX wieku jako symbolu rubla używano р.
Debaty na temat ustalenia symbolu dla rubla rosyjskiego rozpoczęły się niemal równocześnie z początkiem przejścia Rosji na gospodarkę rynkową i jej integracją gospodarczą z rynkiem globalnym w latach 90. XX wieku, wkrótce po rozpadzie Związku Radzieckiego. Chodziło o osiągnięcie takiej samej rozpoznawalności, a co za tym idzie, wpływu, jaki miały takie znane symbole walut, jak $ (dolar amerykański), € (euro), ¥ (juan chiński lub jen japoński) i £ (funt szterling). Odbyło się kilka konkursów na projekt znaku rubla, organizowanych przez różne organizacje. Jednakże Centralny Bank Rosji nie przyjął żadnego ze zwycięskich symboli z tych konkursów.
W 2007 roku grupa rosyjskich biur projektowych i studiów zaproponowała używanie ₽, czyli cyrylicznej litery Р z dodatkową kreską, jako symbolu rubla. Niedługo potem wiele sklepów elektronicznych, restauracji i kawiarni zaczęło nieoficjalnie używać tego znaku. Stał on się bardzo popularny i był powszechnie (lecz dalej nieformalnie) używany.
W listopadzie 2013 roku Centralny Bank Federacji Rosyjskiej zadecydował o wybraniu nowego znaku dla rubla rosyjskiego. W tym celu na oficjalnej stronie internetowej tego banku umieszczono ankietę, w której można było zagłosować na jedną z 5 opcji.

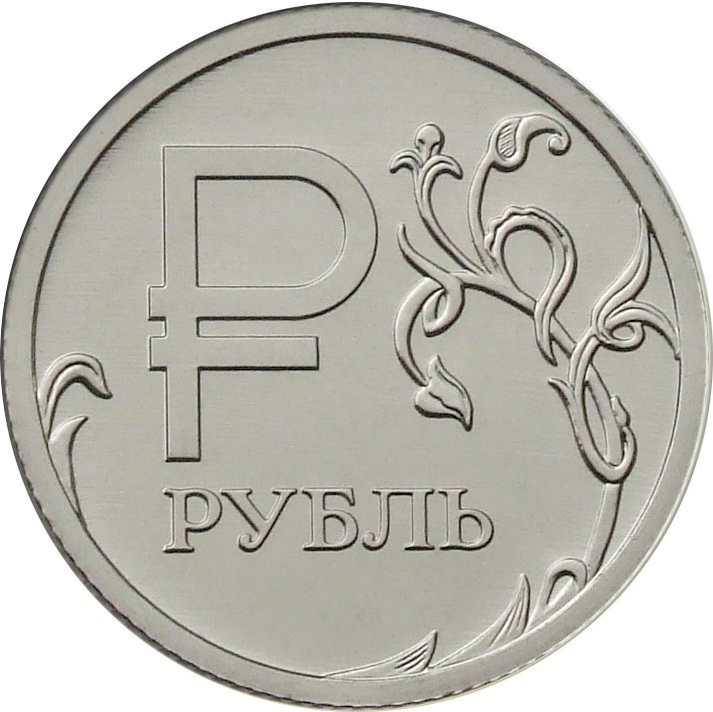
Rosyjska moneta jednorublowa z okolicznościowej serii z symbolem rubla.

Projekt przedstawiony wcześniej przez projektantów, który był nieformalnie, ale powszechnie stosowany (₽), znalazł się na wśród opcji tej ankiety i uzyskał najwięcej głosów. 11 grudnia 2013 r. znak „₽” został zatwierdzony jako oficjalny znak rubla rosyjskiego.

## Kodowanie
Międzynarodowy trzyliterowy kod rubla (zgodnie z normą ISO 4217) to RUB. W Unicode ₽ jest zakodowane jako U+20BD ₽ RUBLE SIGN.
Można go wpisać na rosyjskiej klawiaturze komputera skrótem klawiszowym AltGr+8 w systemach Windows i Linux lub AltGr+Р (Qwerty w pozycji ⌥+H) w systemie macOS.

## Inne zastosowania symbolu
Kryptowaluta Petro, wspierana przez rząd Wenezueli, używa tego samego symbolu co rubel, choć zwykle z bardziej zaokrągloną górną częścią (). Symbol waluty używanej w serii anime i gier Pokémon jest wizualnie podobny do znaku rubla, ale zamiast niego ma dwie kreski ().